# 房道镇
房道镇，是中华人民共和国福建省南平市建瓯市下辖的一个乡镇级行政单位。

## 行政区划
房道镇下辖以下地区：
龙门社区、房道村、九堡村、七道村、际村、上庠村、尤墩村、小竹村、潘坑村、安宁村、吴际村、靛墩村、曹岩村、书付前村、徐地村、峡头村、连地村、南科村、西际村、埂尾村和吴大元村。